# Kerncentrale Smolensk
Kerncentrale Smolensk (Russisch: Смоленская АЭС uitspraakⓘ, САЭС, SAES) ligt bij de stad Desnogorsk aan de rivier de Desna.
Eigenaar en uitbater is het staatsbedrijf Rosenergoatom. Drie RBMK-1000 kernsplijtingsreactoren zijn in de centrale actief, de bouw van een vierde reactor is in 1993 gestopt.
| Reactorblok  | Reactortype      | Vermogen | Begin bouw | Inbedrijfsname |
| ------------ | ---------------- | -------- | ---------- | -------------- |
| Smolensk - 1 | RBMK-1000        | 925 MW   | 1975       | 1983           |
| Smolensk - 2 | RBMK-1000        | 925 MW   | 1976       | 1985           |
| Smolensk - 3 | RBMK-1000        | 925 MW   | 1984       | 1990           |
| Smolensk - 4 | RBMK-1000        | 925 MW   | 1984       | -              |
| Smolensk - 5 | drukwaterreactor | 1500 MW  | -          | -              |
| Smolensk - 6 | drukwaterreactor | 1500 MW  | -          | -              |

Er zijn plannen om de RBMK reactoren te vervangen door nieuwe EPR reactoren.